# Partito Democratico
Die Demokratische Partei (italienisch Partito Democratico, kurz PD) ist eine Partei im italienischen Mitte-links-Spektrum. Sie hat eine sozialdemokratische, linksliberale und christlich-soziale Ausrichtung. Auf europäischer Ebene ist sie Vollmitglied der Sozialdemokratischen Partei Europas (SPE). 
Im Europäischen Parlament (EP) ist sie Mitglied der S&D-Fraktion. 
Bei den letzten Europawahlen erhielt sie 2009 sie 21 EP-Mandate, 2014 31 EP-Mandate, 2019 19 EP-Mandate und 2024 21 EP-Mandate.
International ist sie Mitglied der Progressiven Allianz. Parteivorsitzende ist seit dem 12. März 2023 Elly Schlein. Sie wurde bei der PD-Basiswahl am 26. Februar 2023 als erste Frau in dieses Amt gewählt.

## Geschichte

### Vorläufer
Als frühester gedanklicher Vorläufer der Demokratischen Partei wird oft der „Historische Kompromiss“ der 1970er Jahre genannt. Dieser beinhaltete die Idee, dass Kommunistische Partei (PCI) und Christdemokraten (DC) ihren ideologischen Konflikt überwinden und zum Wohle des Landes zusammenarbeiten sollten. Tatsächlich tolerierte die PCI von Juli 1976 bis März 1979 eine DC-Regierung (Kabinette Andreotti II und IV); eine wirkliche Koalition kam aber nicht zustande. Damals wandte sich die PCI als Vertreterin des Eurokommunismus von einem revolutionären Kurs ab, arrangierte sich mit der parlamentarischen Demokratie, der EU-Mitgliedschaft und schließlich sogar der NATO-Mitgliedschaft Italiens. Die meisten Gründungsmitglieder des PD, die bereits vor 1991 politisch aktiv waren, begannen ihre Karriere entweder beim PCI oder bei der DC. Der PD kann insofern als ein Partei gewordener „Historischer Kompromiss“ von Post-Kommunisten und -Christdemokraten bezeichnet werden.
Anfang der 1990er Jahre (nach dem Fall des Eisernen Vorhangs, den Revolutionen von 1989, dem Zerfall des Ostblocks und der Sowjetunion) änderte sich die Parteienlandschaft in Italien stark: Die PCI beschloss eine endgültige Abkehr vom Kommunismus, benannte sich in Partito Democratico della Sinistra (PDS; Demokratische Linkspartei) um und nahm eine sozialdemokratische Ausrichtung an. Die zuvor dominante DC sowie ihre sozialdemokratischen und liberalen Koalitionspartner (PSI, PSDI, PRI, PLI) wurden vom Korruptionsskandal Tangentopoli schwer erschüttert und „implodierten“. Aus dem Rumpf der DC ging der Partito Popolare Italiano (PPI) hervor, bei dem nach mehreren Abspaltungen vor allem der linke Flügel der Christdemokraten verblieb.
Als unmittelbarer Vorläufer des PD kann das Parteienbündnis L’Ulivo bezeichnet werden, zu dem sich PDS, PPI und eine Vielzahl kleinerer Parteien des Mitte-links-Spektrums 1996 unter Führung des Wirtschaftsprofessors und späteren EU-Kommissionspräsidenten Romano Prodi zusammenschlossen und das bis 2001 die Regierung stellte. Der PDS und kleinere linke Parteien fusionierten 1998 zu den Democratici di Sinistra (DS; Linksdemokraten). Arturo Parisi, Vorsitzender von I Democratici, einer sozialliberalen Partei von Prodi-Unterstützern innerhalb von L’Ulivo, schlug Anfang 2000 den Linksdemokraten eine Fusion zu einer großen Mitte-links-Partei vor, was dort jedoch noch auf Ablehnung stieß. I Democratici und PPI gingen 2001 in der Partei Democrazia è Libertà – La Margherita auf.
Der DS-Abgeordnete Michele Salvati (* 1937) rief im April 2003 in Zeitungsartikeln zur Gründung eines Partito Democratico als Sammelpartei des Mitte-links-Spektrums auf. 
Linksdemokraten und La Margherita setzten das L’Ulivo-Bündnis bis zur Gründung des PD 2007 fort und intensivierten es noch, indem sie zur Europawahl 2004 und den Parlamentswahlen 2006 mit einer gemeinsamen L’Ulivo-Liste antraten. 
Nach fünf Jahren der Opposition gegen Silvio Berlusconi und seine Mitte-rechts-Koalition (Kabinette Berlusconi II und III) war das Mitte-links-Bündnis ab 2006 wieder an der Regierung. Es bildete das Kabinett Prodi II (Mai 2006 bis Mai 2008), an dem die L’Ulivo-Parteien DS und Margherita maßgeblich beteiligt waren.

### Gründung als Sammelpartei des italienischen Mitte-links-Lagers
Am 23. Mai 2007 wurde ein 45-köpfiges Gründungskomitee der Demokratischen Partei gebildet. Diesem gehörten vorwiegend Politiker der Democratici di Sinistra (DS) und La Margherita an, aber auch Marco Follini von der Kleinpartei Italia di Mezzo (einer Abspaltung von der christdemokratischen UDC), der Regionalpräsident der Abruzzen Ottaviano Del Turco von der Alleanza dei Riformisti (Abspaltung von der SDI), sowie der zuvor parteilose Journalist Gad Lerner, der Gründer der Slow-Food-Bewegung Carlo Petrini und Tullia Zevi von der Union der jüdischen Gemeinden Italiens. Neben den genannten Parteien schlossen sich auch die Gruppierungen Movimento Repubblicani Europei, Partito Democratico Meridionale, Progetto Sardegna, Socialisti Liberali per il Partito Democratico, und Repubblicani Democratici der neuen Partei an.
Als Gründungsdatum wurde der 14. Oktober 2007 festgelegt. Um den ersten Parteivorsitzenden (Segretario) zu bestimmen, hielt der PD an diesem Tag eine Urwahl ab, die für alle italienischen Bürger – nicht nur Parteimitglieder – offen war und an der sich nach Angabe der Organisatoren 3,5 Millionen Wähler beteiligten. Dabei setzte sich der römische Bürgermeister Walter Veltroni (ehemals DS) mit 75,8 % gegen Rosy Bindi (12,9 %) und Enrico Letta (11,1 %), beides ehemalige Christdemokraten aus der Margherita-Partei, sowie drei weitere Kandidaten durch. Die Unterstützergruppen der Kandidaten trennten sich dabei nicht entlang der Linien der Vorgängerparteien: So unterstützten auch zahlreiche ehemalige Margherita-Mitglieder Veltroni, während Letta auch Unterstützer aus der vormaligen DS hatte.
Die offizielle Gründungsversammlung (Assemblea Costituente) wählte am 27. Oktober 2007 in Mailand schließlich Romano Prodi in das repräsentative Amt des Parteipräsidenten (Presidente) und Dario Franceschini zum stellvertretenden Parteivorsitzenden. Auch auf Regional- und Provinzebene wurden im November und Dezember 2007 die Führungsgremien der Partei erstmals mittels Basiswahlen (primarie) bestimmt.

### Wahlniederlagen bei den Parlaments- und Regionalwahlen 2008 und 2009

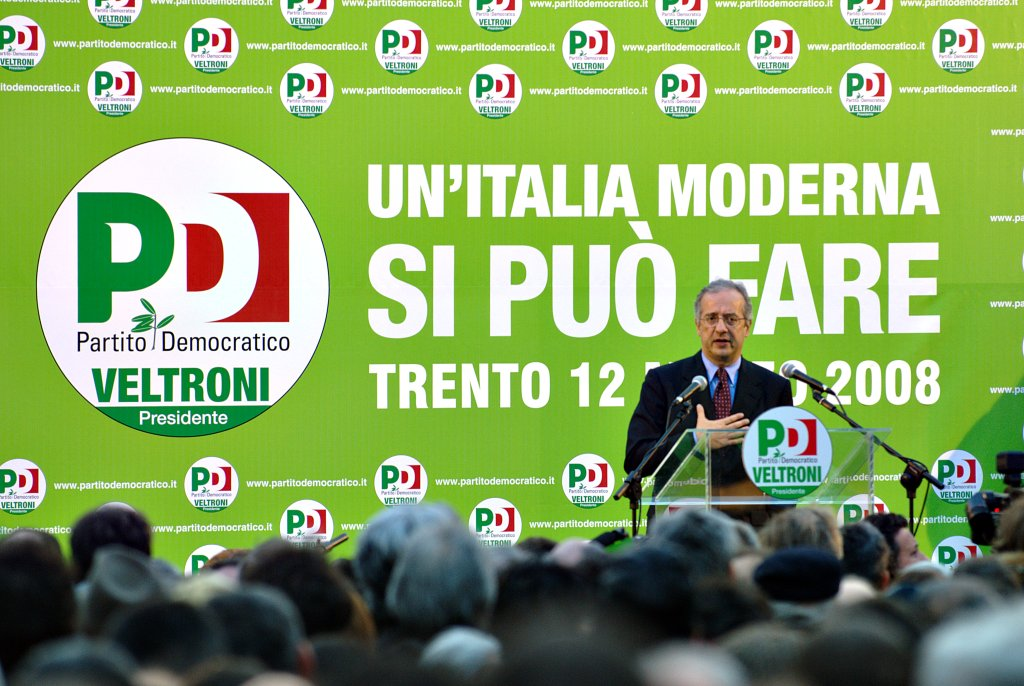
PD-Wahlkampfveranstaltung in Trient mit Spitzenkandidat Walter Veltroni anlässlich der Parlamentswahlen 2008

Nachdem Romano Prodi im Januar 2008 als amtierender Ministerpräsident seine parlamentarische Mehrheit verloren hatte, kam es im April 2008 zu vorgezogenen Parlamentswahlen, bei denen der Partito Democratico mit Walter Veltroni als Spitzenkandidat antrat. Das erweiterte Mitte-links-Bündnis bildeten dabei die Partei Italia dei Valori und Kandidaten des Partito Radicale, die auf der Liste des PD kandidierten. Die Parteien der äußeren Linken (Kommunisten, Grüne und die aus dem linken Flügel der DS entstandene Sinistra Democratica) sammelten sich bei diesen Wahlen unter dem Bündnissymbol La Sinistra – L’Arcobaleno („Regenbogen-Linke“). Sie schafften den Einzug ins Parlament nicht. Die Koalition des PD konnte nicht zuletzt aufgrund des Ausschlusses der „Regenbogen-Linken“ nur 37,5 % der Stimmen auf sich vereinen; der PD kam alleine auf 33,2 %, während Silvio Berlusconis Koalition die Wahl klar gewann.
Auch bei den Regionalwahlen in Friaul-Julisch Venetien musste die Demokratische Partei im selben Jahr eine empfindliche Wahlschlappe einstecken und das Amt des Regionalpräsidenten an Berlusconis Popolo della Libertà abgeben. Es folgten weitere Niederlagen bei den Regionalwahlen in den Abruzzen im Dezember 2008, sowie bei den Regionalwahlen im Februar 2009 auf Sardinien, woraufhin Walter Veltroni seinen Rücktritt als Parteivorsitzender erklärte. Veltronis bisheriger Stellvertreter Dario Franceschini übernahm in der Folge interimsmäßig die Führung der Partei.

### In Opposition zur Regierung Berlusconi IV und Unterstützung der Übergangsregierung Monti
Am 25. Oktober 2009 nutzte der PD erneut den Modus der Urabstimmung zur Wahl einer neuen Parteiführung, wobei sich der ehemalige Minister der Prodi-Regierung, Pier Luigi Bersani, unter den rund 3 Millionen Wählern mit absoluter Mehrheit durchsetzte. Gleichzeitig führte Bersanis Wahl zu ersten internen Spaltungstendenzen, wobei sich u. a. der ehemalige Margherita-Exponent Francesco Rutelli aus dem PD zurückzog und unter dem Namen Alleanza per l’Italia eine neue, stärker zur Mitte orientierte Kleinpartei ins Leben rief. Unter der Führung Bersanis suchte der PD allerdings ebenso verstärkt den Kontakt zu jenen Zentrumsparteien, die während der laufenden Legislaturperiode aus der Regierungskoalition um Ministerpräsident Silvio Berlusconi ausgetreten waren. Nach dem endgültigen Kollaps der vierten Berlusconiregierung im November 2011 unterstützte der PD die kurzfristig gebildete Technokratenregierung unter Mario Monti, um sich gleichzeitig auf anstehende Neuwahlen vorzubereiten.

### Bescheidener Erfolg bei den Parlamentswahlen 2013 und Große Koalition unter Letta
Im Dezember 2012 konnte sich Pier Luigi Bersani erneut bei Basiswahlen (diesmal zur Nominierung des Spitzenkandidaten für die anstehenden Parlamentswahlen) gegen parteiinterne Gegenkandidaten (vor allem gegen den jungen Hoffnungsträger Matteo Renzi) durchsetzen. Bersani führte den PD in einen knapp dreimonatigen Wahlkampf anlässlich der kurzfristig anberaumten Parlamentswahlen vom Februar 2013.
Am Wahlwochenende konnte der PD im Bündnis mit der Linksgruppierung Sinistra Ecologia Libertà zwar die absolute Mandatsmehrheit in der Abgeordnetenkammer und eine relative Mehrheit im Senat erreichen; die Partei blieb mit rund 25 % der Wählerstimmen aber hinter ihrem Ergebnis von 2008 und den positiven Wahlprognosen zurück, die Bersani zuvor einen sicheren Sieg vorausgesagt hatten. Vor allem die junge Protestbewegung MoVimento 5 Stelle hatte vormalige PD-Wähler erfolgreich abwerben können.
In den zwei Folgemonaten verliefen Bersanis Konsultationen zur Bildung einer Regierung erfolglos. Als es dem PD im April 2013 schließlich nicht gelang, bei der Wahl des Staatspräsidenten für zwei Kandidaten aus dem eigenen Lager (Franco Marini, anschließend Romano Prodi) die erforderliche Stimmenmehrheit bei der entscheidenden Abstimmung zu gewährleisten, kündigte Bersani seinen Rücktritt vom Amt des Parteivorsitzenden an. Am 11. Mai 2013 wählten die Delegierten des Parteitages mit 85,8 % den CGIL-Gewerkschafter Guglielmo Epifani zum interimistischen Parteivorsitzenden. Epifani führte die Partei bis zu der für den 8. Dezember 2013 anberaumten Urabstimmung zur Wahl eines neuen Parteivorsitzenden an.
Die Wiederwahl Giorgio Napolitanos für eine zweite Amtszeit als Staatspräsident (als Kompromisskandidat von PD und Berlusconis Popolo della Libertà) hatte im April 2013 nach zweimonatigen Koalitionsverhandlungen bereits den Weg für die Bildung einer Großen Koalition zwischen dem PD und Popolo della Libertà geebnet, wobei der PD-Exponent Enrico Letta zum Ministerpräsidenten designiert wurde (siehe Kabinett Letta). In Italiens politischer Kultur ist eine ähnlich breite Koalitionsvariante erst zweimal, in ausgesprochenen Krisenzeiten, angewandt worden: in den unmittelbaren (Nach)kriegsjahren von 1943 bis 1947 und als historischer Kompromiss gegen die rechts- wie linksextremen Terroraktivitäten in den 1970er-Jahren.

### Regierungsumbildung 2014: Matteo Renzi ersetzt Enrico Letta

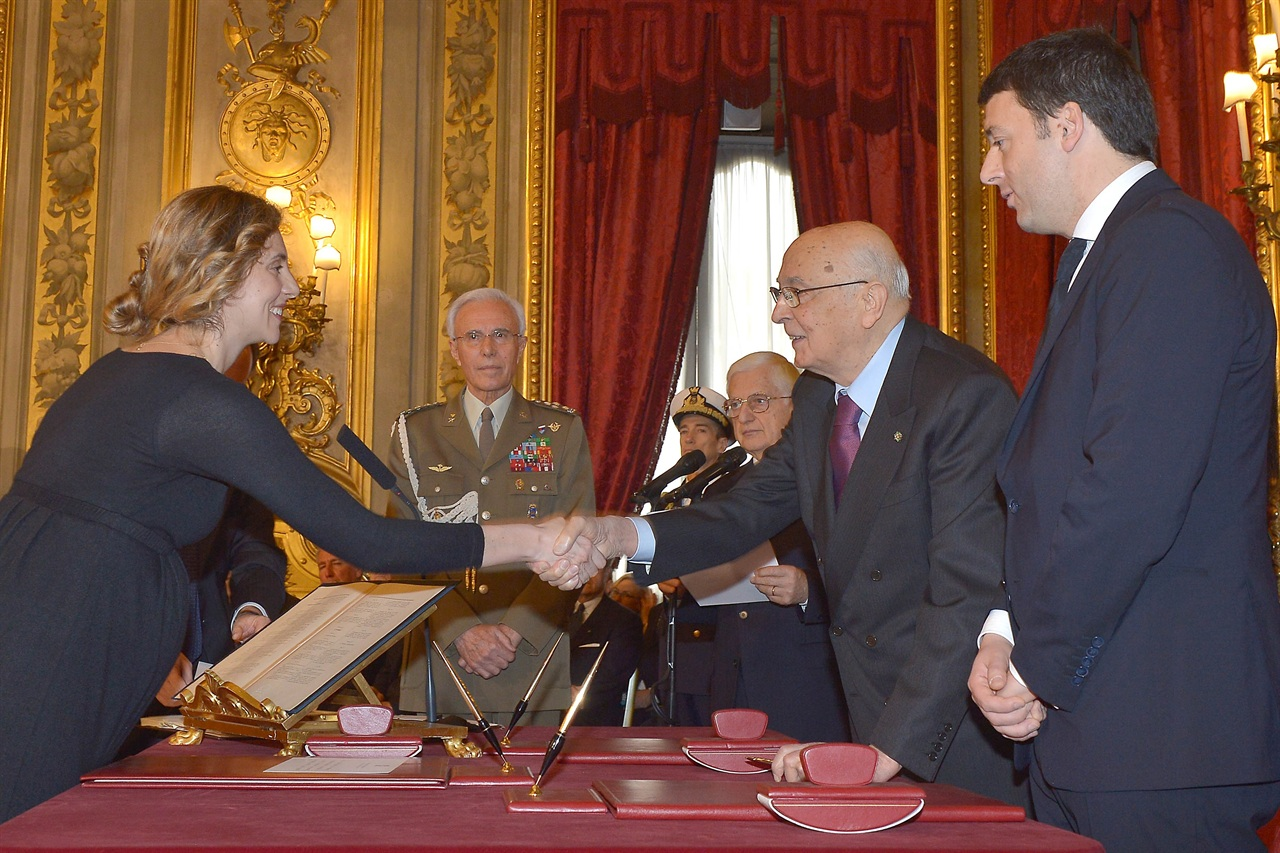
Marianna Madia bei ihrer Vereidigung mit Staatspräsident Giorgio Napolitano und Ministerpräsident Matteo Renzi.

Am 8. Dezember 2013 erfolgte die geplante Urabstimmung, bei der sich der Bürgermeister von Florenz, Matteo Renzi, unter rund drei Millionen Wahlbeteiligten mit 68 % der Stimmen durchsetzen konnte. Nach einem parteiinternen Machtkampf wurde Letta nach weniger als einem Jahr im Amt des Ministerpräsidenten am 22. Februar 2014 von Renzi abgelöst. Renzi setzte die Regierungskoalition unter Teilnahme der Mitte-Rechts-Gruppierung Nuovo Centrodestra fort, die sich von Berlusconis Il Popolo della Libertà im Verlauf der letzten Regierung abgespalten hatte. Berlusconi und seine verbliebene Gefolgschaft waren bereits unter Letta mit der wieder gegründeten Forza Italia in die Opposition gegangen, was die Minister aus Berlusconis Partei, darunter enge Vertraute, dazu bewog, die Regierung weiter zu unterstützen und ihre eigene Partei zu gründen.
Matteo Renzi, der sich selbst – bezogen auf die „alten“ Eliten – als „rottamatore“ (von italienisch rottamare „verschrotten“) bezeichnet, ist der jüngste Ministerpräsident der italienischen Geschichte und leitete an der Spitze der Regierung einen Generationenwechsel ein. Auch besetzte er sein Kabinett zur Hälfte mit Frauen. Renzis Modernisierungskurs wurde bei den Europawahlen am 25. Mai 2014 bestätigt. Der PD erzielte 40,81 % der Stimmen (bei einer Wahlbeteiligung von 57,22 %). Zum ersten Mal seit 56 Jahren gelang es damit einer Partei bei italienweiten Wahlen über 40 % der Stimmen auf sich zu vereinigen. Zuletzt war dies der Democrazia Cristiana bei den Parlamentswahlen 1958 gelungen, allerdings bei einer Wahlbeteiligung von 93,83 %.

### Regierungsumbildung 2017: Paolo Gentiloni ersetzt Matteo Renzi
Am 4. Dezember 2016 scheiterte eine von der Regierung Renzi initiierte Verfassungsänderung in der Volksabstimmung. Einige Politiker des PD, darunter der ehemalige Ministerpräsident Massimo D’Alema und der frühere Vorsitzende  Pier Luigi Bersani hatten im Vorfeld dazu aufgerufen, gegen die Verfassungsänderung zu stimmen.
Renzi trat nach der Niederlage bei der Volksabstimmung als Regierungschef zurück, blieb aber zunächst Vorsitzender des PD. Sein Nachfolger als Ministerpräsident wurde Paolo Gentiloni. Am 19. Februar 2017 trat Renzi auch als Parteivorsitzender zurück.
Ende Februar 2017 spaltete sich der linke Flügel des PD in die Partei Articolo 1 – Movimento Democratico e Progressista (MDP; „Artikel 1, Bewegung der Demokraten und Progessiven“) ab; er umfasste etwa 40 Abgeordnete und etwa 10 Senatoren. Die neue Partei kündigte aber an, die Regierung Gentiloni im Parlament weiter zu unterstützen.
Bei der am 30. April 2017 stattfindenden Urwahl für den Parteivorsitz kandidierte Matteo Renzi erneut und setzte sich mit rund 70 Prozent der Stimmen klar gegen Justizminister Andrea Orlando (19,5 Prozent) und Michele Emiliano, Präsidenten der Region Apulien (10,5 Prozent) durch.

### Niederlage bei den Parlamentswahlen 2018 und erneute Opposition
Bei den italienischen Parlamentswahlen am 4. März 2018 erhielt der PD in der Abgeordnetenkammer 18,7 Prozent der Stimmen (2013: 25,4); die von PD-Spitzenkandidat Matteo Renzi angeführte Mitte-Links-Koalition verfehlte eine Regierungsmehrheit deutlich. Renzi trat daraufhin vom Parteivorsitz des PD zurück.
Am 3. März 2019 gaben etwa 1,7 Millionen italienische Bürger bei einer Urwahl ihre Stimme ab; eine absolute Mehrheit wählte Nicola Zingaretti zum neuen PD-Parteivorsitzenden.

### Koalitionspartner in der Regierung Conte II ab September 2019
Nachdem Matteo Salvini die Koalition zwischen Lega und Fünf Sterne-Bewegung platzen ließ, gründeten der PD und die Fünf Sterne eine neue regierungsfähige Koalition unter der Führung des bisherigen Ministerpräsidenten Giuseppe Conte. Wenige Tage später verließ Matteo Renzi mit seinem Kreis von Unterstützern den PD und gründete die Partei Italia Viva. Dieser schlossen sich 25 Abgeordnete und 15 Senatoren an. Die neue Partei unterstützt aber ebenso wie der PD das Kabinett Conte II und ist in diesem mit Ministern vertreten.
Dieser Kurs wurde bei der Regional- und Kommunalwahl 2021 von den Wählern unterstützt. Der PD erzielte landesweit deutliche Gewinne. Insbesondere konnten ihre Kandidaten die Bürgermeisterämter der fünf größten Städte gewinnen.

## Der PD auf internationaler Ebene

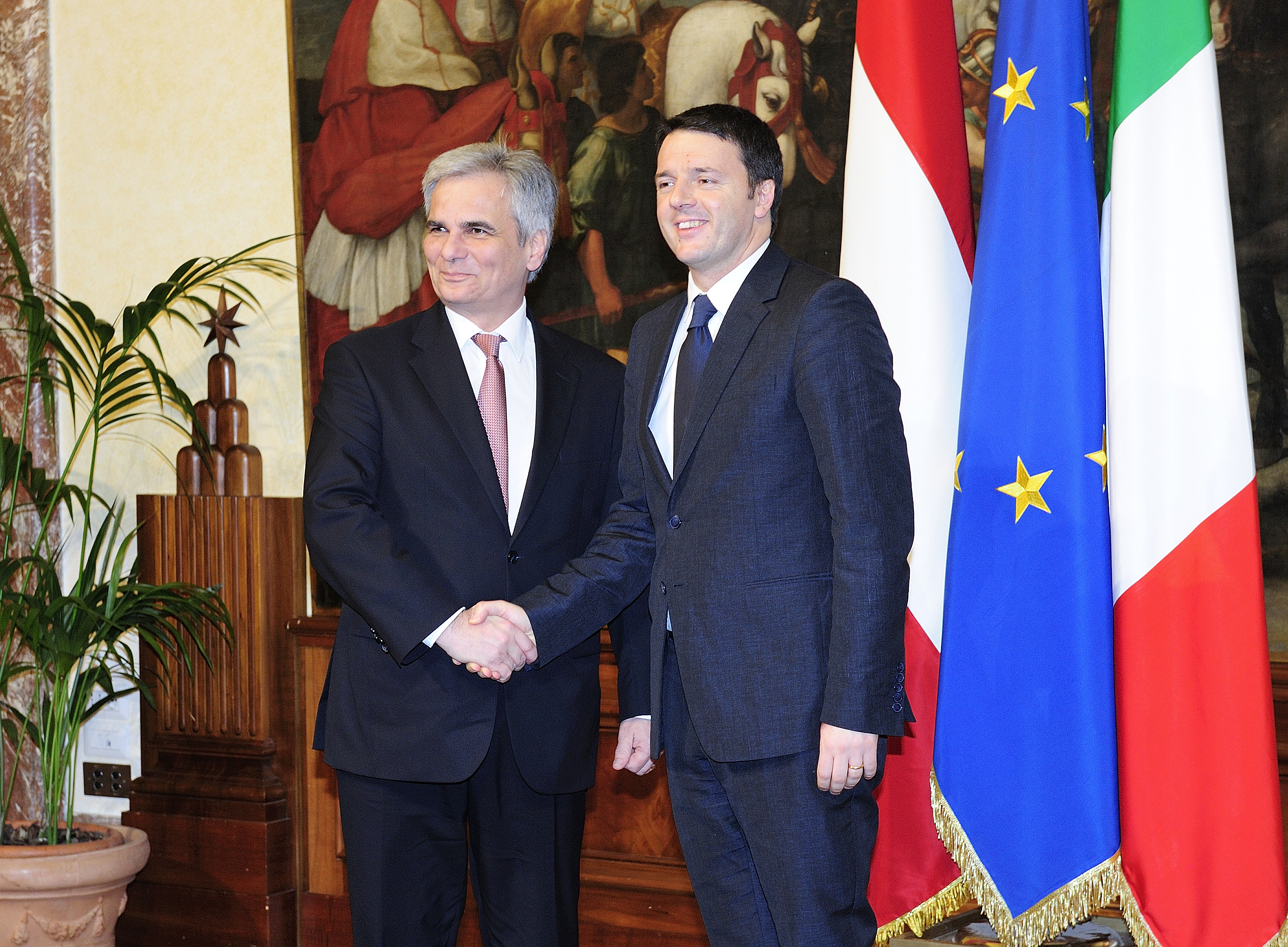
Der österreichische Bundeskanzler Werner Faymann und Matteo Renzi.

Europäisches Parlament: Die ursprünglichen Gründungsparteien des PD gehörten auf EU-Ebene unterschiedlichen europäischen Parteien an: Während die Partei La Margherita Teil der zentristischen Europäischen Demokratischen Partei (EDP) war, gehörten die Linksdemokraten der Sozialdemokratischen Partei Europas (SPE) an. Die Zugehörigkeit des PD zu einer dieser Europaparteien war daher parteiintern anfangs umstritten. Im Dezember 2008 kündigte Walter Veltroni schließlich an, dass der PD nicht der SPE beitreten, aber eng mit ihr kooperieren werde. Bei der Europawahl 2009 kam der PD auf 26,13 % und schloss sich anschließend doch der SPE-Fraktion an, die sich zu diesem Zweck in Progressive Allianz der Sozialisten und Demokraten im Europäischen Parlament (S&D) umbenannte. Am 1. März 2014 trat der PD schließlich der SPE, beim Ernennungsparteitag von Martin Schulz zum Spitzenkandidaten für die Europawahl 2014, bei. Bei den Wahlen erreichte der PD 40,81 % der italienischen Stimmen und 31 Sitze. Damit war der PD nicht nur das stärkste Mitglied der SPE, sondern auch die nach Anzahl der Sitze größte im Europaparlament vertretene Partei, noch vor der deutschen CDU mit 29 Sitzen. Bei der Europawahl 2019 verlor der Partito Democratico erheblich im Vergleich zum Resultat von 2014 und landete mit 22,69 % auf Platz 2, deutlich hinter der Lega Nord. Die Anzahl der Sitze halbierte sich daraufhin nahezu auf nunmehr 16.
International: Seit 2013 ist der PD Mitglied des weltweiten Netzwerks Progressive Allianz, ein Parteienzusammenschluss, der auf maßgebliche Initiative der deutschen SPD gegründet wurde. Die Gründung der Progressiven Allianz geht mit einem Rückzug europäischer sozialdemokratischer Parteien aus der Sozialistischen Internationale (SI) einher. Bedeutende Gründungsmitglieder sind neben dem PD die US-amerikanische Demokratische Partei, der Indische Nationalkongress, die britische Labour Party und die Sozialdemokratische Partei Österreichs.

## Bedeutende Vertreter
- Pier Luigi Bersani (* 1951), ehemaliger Parteivorsitzender, 2017 ausgetreten
- Rosy Bindi (* 1951), ehemalige Familienministerin
- Rita Borsellino (1945–2018), Anti-Mafia-Aktivistin, ehemalige MdEP
- Maria Elena Boschi (* 1981), ehemalige Ministerin für Verfassungsreformen, 2019 ausgetreten
- Massimo D’Alema (* 1949), ehemaliger Ministerpräsident und ehemaliger Außenminister, 2017 ausgetreten
- Dario Franceschini (* 1958), Kulturminister und ehemaliger Parteivorsitzender
- Paolo Gentiloni (* 1954), EU-Kommissar, ehemaliger Ministerpräsident
- Pietro Grasso (* 1945), ehemaliger Präsident des Senats, 2017 ausgetreten
- Lilli Gruber (* 1957), Journalistin, ehemaliges MdEP
- Roberto Gualtieri (* 1966), Finanzminister, ehemaliges MdEP
- Cécile Kyenge (* 1964), ehemalige Integrationsministerin
- Enrico Letta (* 1966), ehemaliger Ministerpräsident
- Sergio Mattarella (* 1941), Staatspräsident
- Ignazio Marino (* 1955), ehemaliger Bürgermeister von Rom
- Federica Mogherini (* 1973), ehemalige Hohe Vertreterin der EU für Außen- und Sicherheitspolitik
- Romano Prodi (* 1939), ehemaliger Ministerpräsident und ehemaliger Präsident der Europäischen Kommission
- Matteo Renzi (* 1975), ehemaliger Ministerpräsident, 2019 ausgetreten
- David Sassoli (1956–2022), Präsident des Europäischen Parlaments
- Debora Serracchiani (* 1970), stellvertretende Parteivorsitzende und MdEP
- Walter Veltroni (* 1955), ehemaliger Parteivorsitzender und ehemaliger Bürgermeister von Rom

### Parteivorsitzende

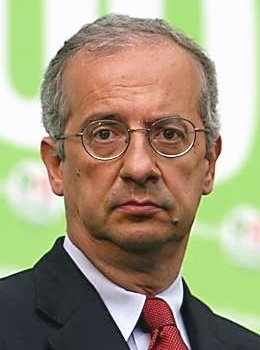
Walter Veltroni 2007 bis 2009
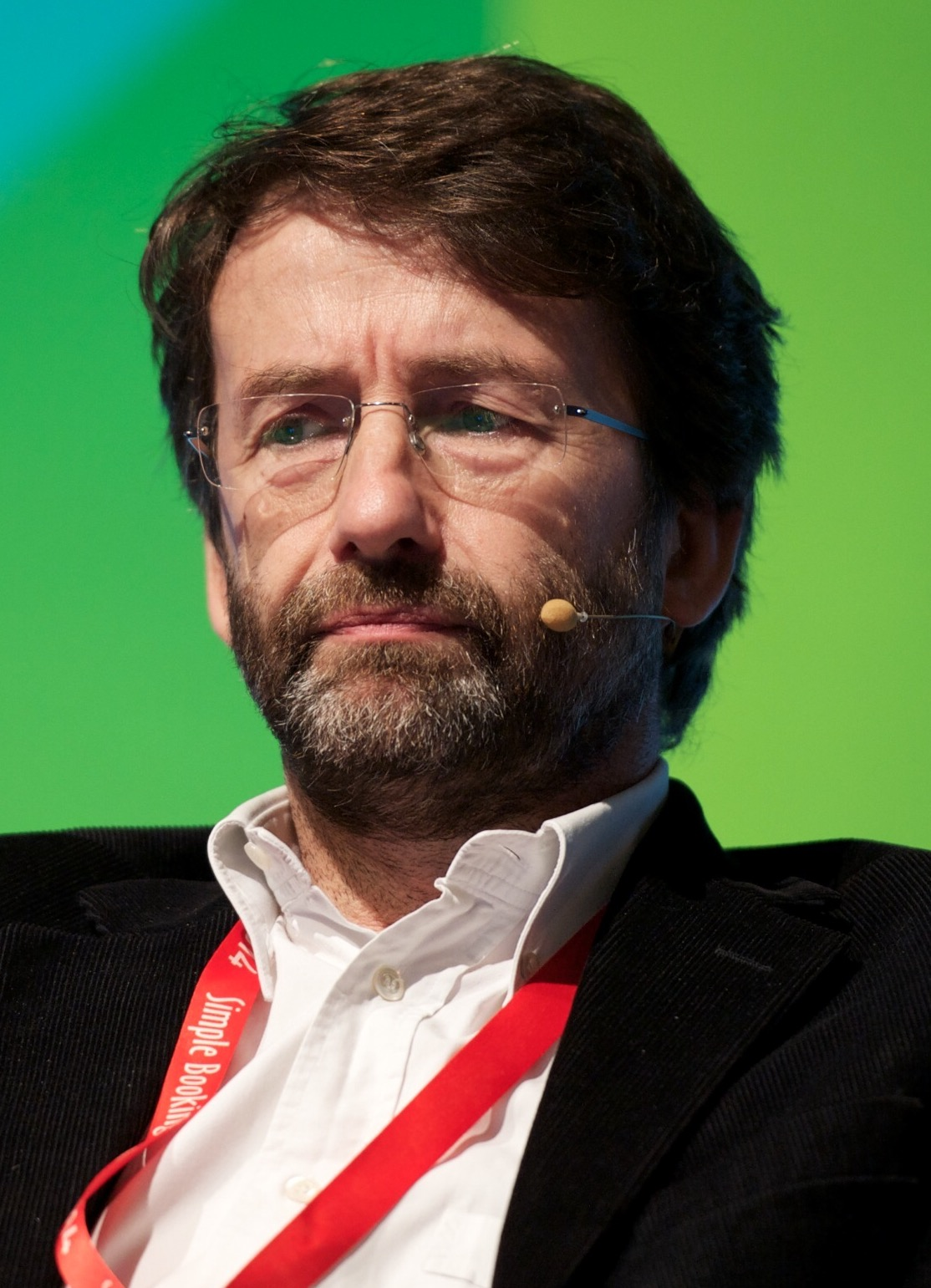
Dario Franceschini 2009
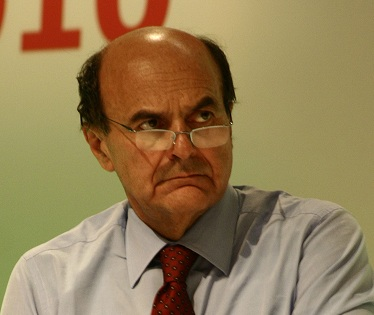
Pier Luigi Bersani 2009 bis 2013
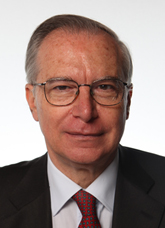
Guglielmo Epifani 2013
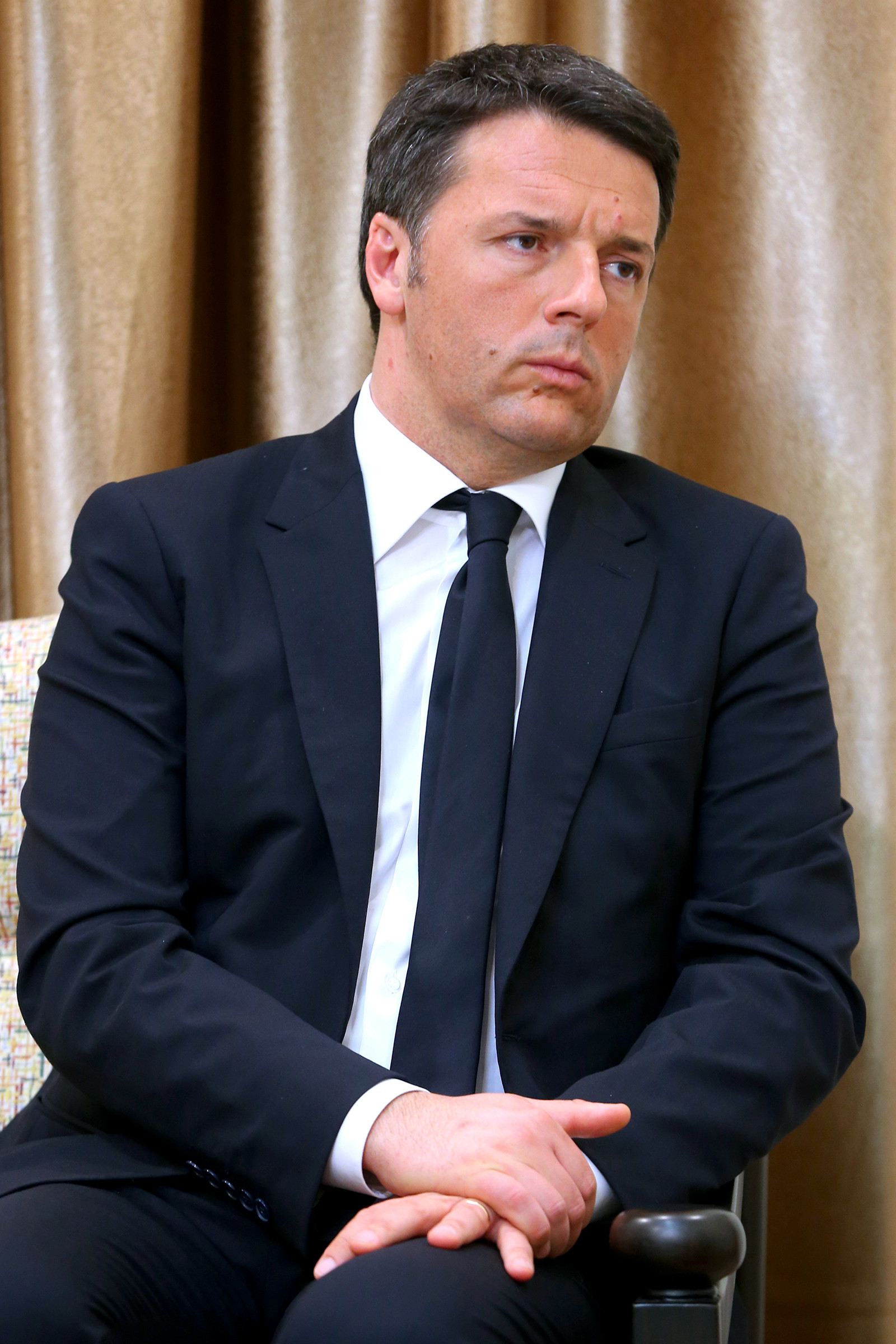
Matteo Renzi 2013 bis 2018
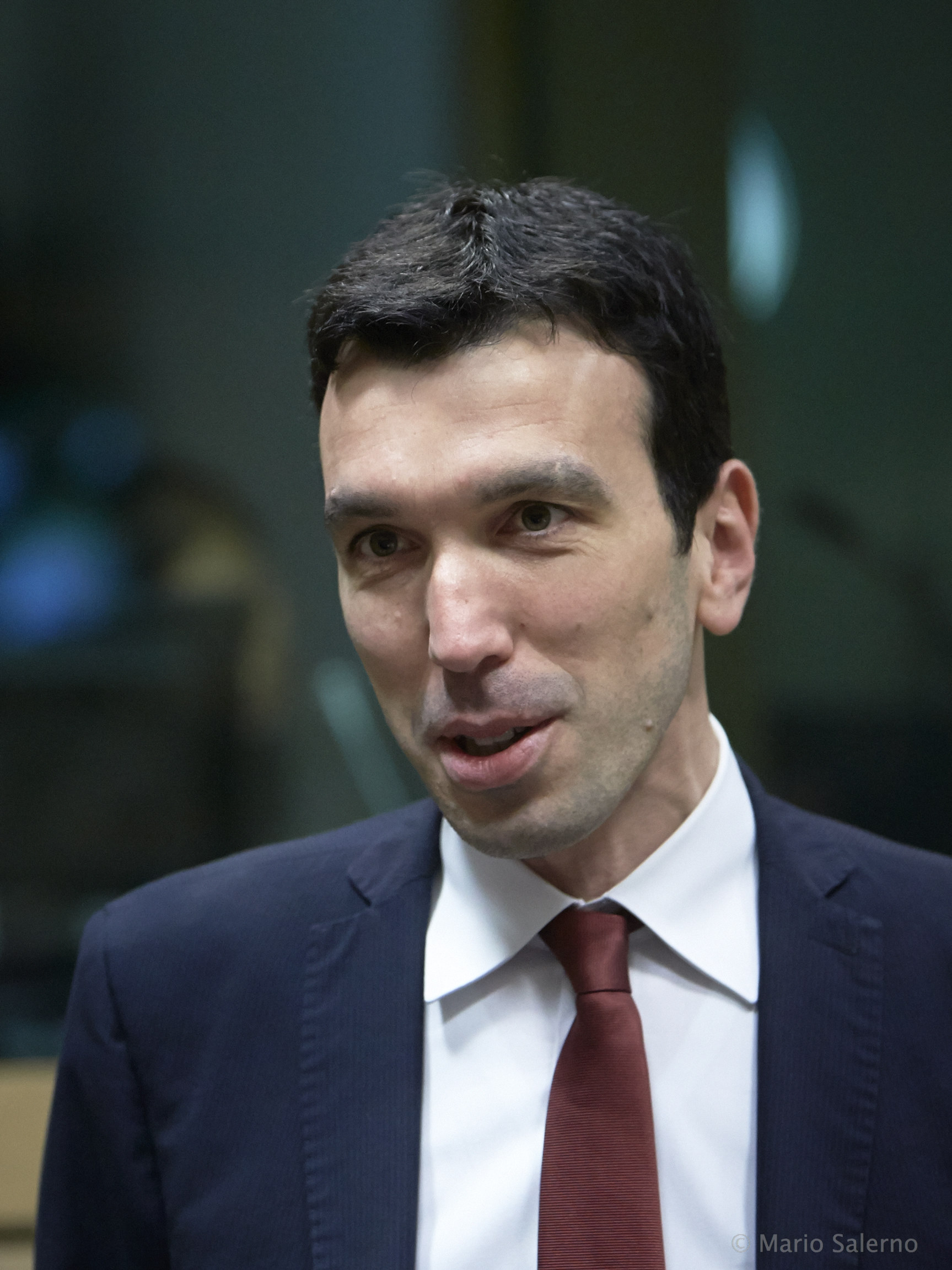
Maurizio Martina 2018 bis 2019
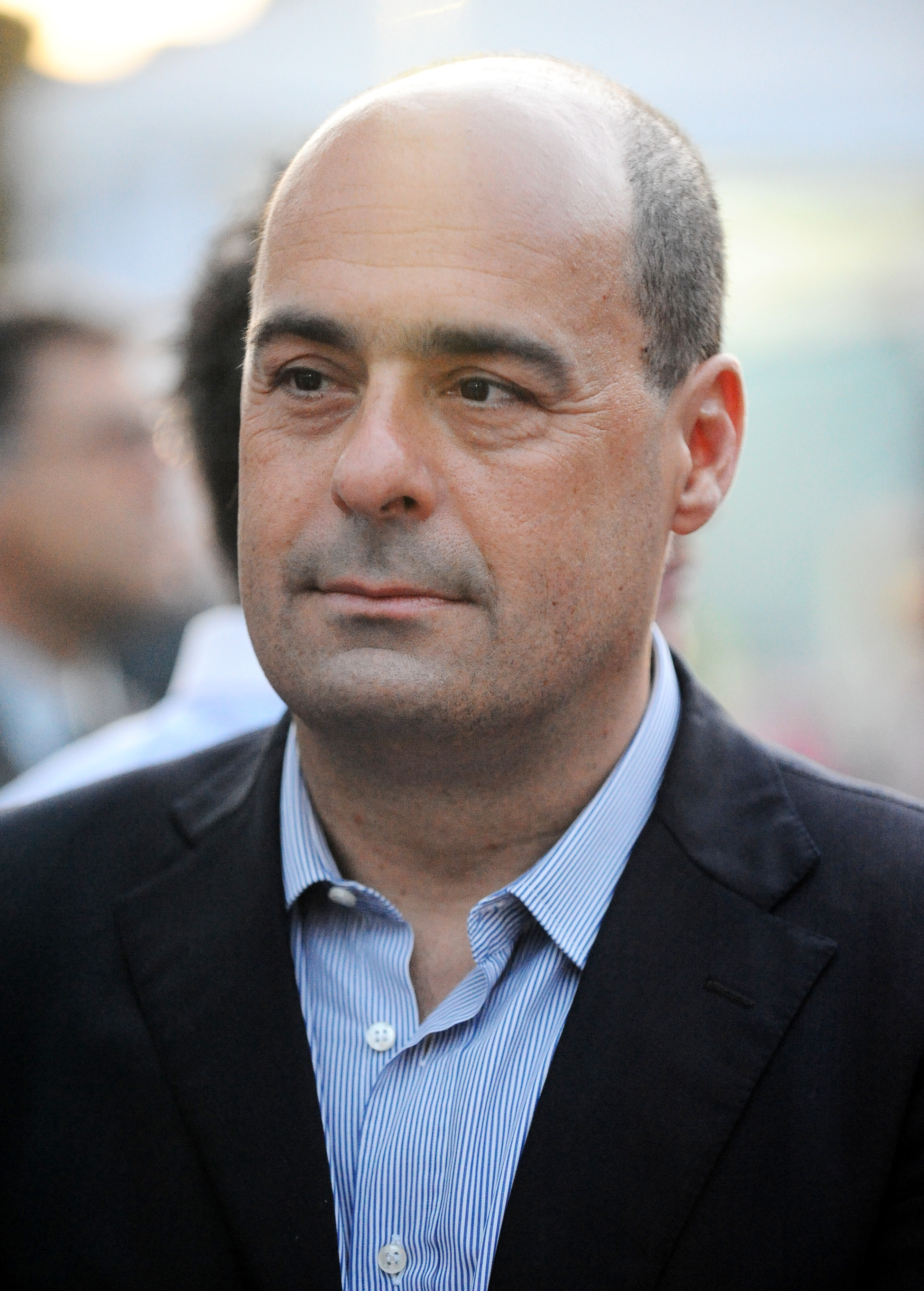
Nicola Zingaretti 2019 bis 2021
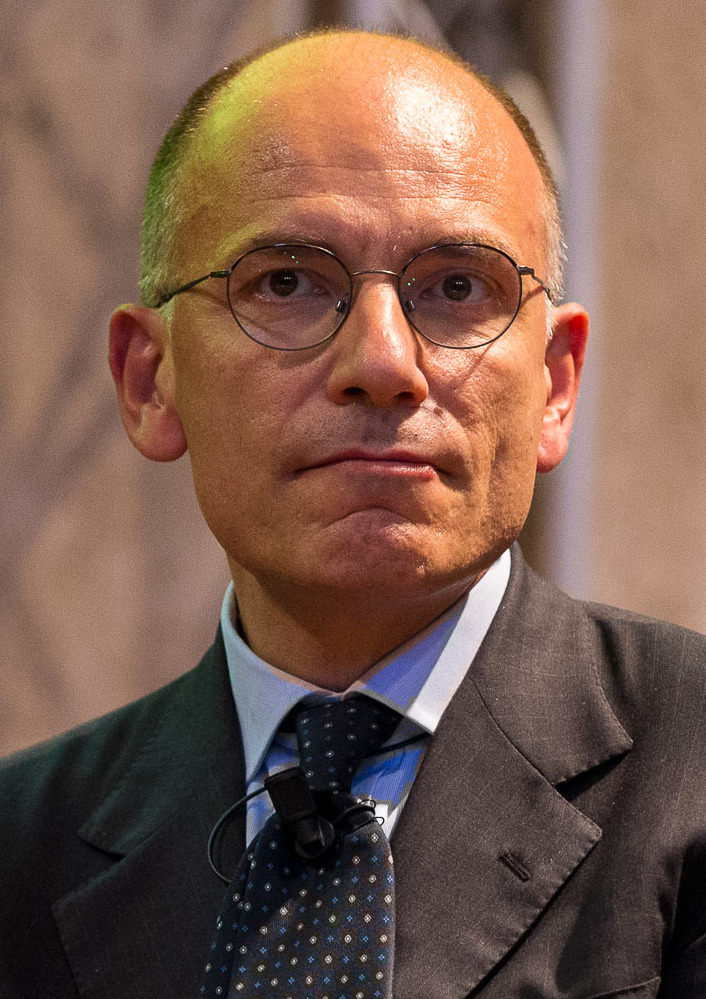
Enrico Letta 2013/14 und von 2021 bis 2023
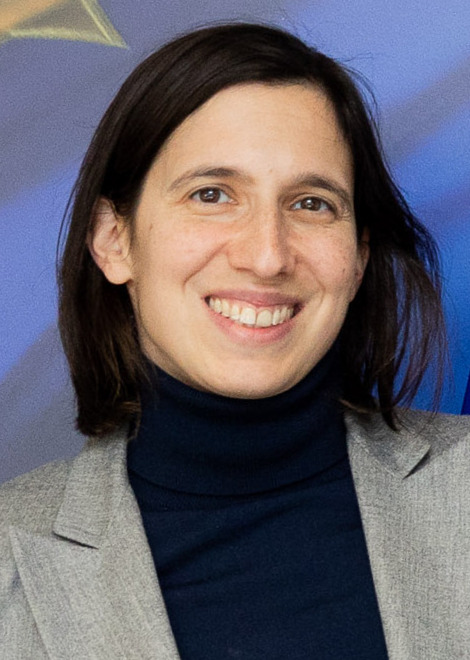
Elly Schlein seit 2023

## Wahlergebnisse
| Jahr | Region                  | Stimmen | Anteil        | Mandate | Platz |
| ---- | ----------------------- | ------- | ------------- | ------- | ----- |
| 2019 | Abruzzen                | 117.497 | 20,3 % (+9,2) | 6 / 31  | 2.    |
| 2020 | Aostatal                | 10.106  | 15,3 %        | 7 / 35  | 3.    |
| 2020 | Apulien                 | 289.188 | 17,3 %        | 17 / 51 | 1.    |
| 2024 | Basilikata              | 22.423  | 13,9 % (+6,2) | 2 / 21  | 2.    |
| 2020 | Emilia-Romagna          | 749.976 | 34,7 %        | 23 / 50 | 1.    |
| 2023 | Friaul-Julisch Venetien | 65.117  | 16,5 %        | 10 / 47 | 4.    |
| 2021 | Kalabrien               | 100.437 | 13,2 %        | 5 / 31  | 2.    |
| 2020 | Kampanien               | 398.490 | 16,9 %        | 9 / 51  | 1.    |
| 2023 | Latium                  | 313.658 | 20,3 %        | 10 / 50 | 2.    |
| 2020 | Ligurien                | 124.586 | 19,9 %        | 7 / 31  | 2.    |
| 2023 | Lombardei               | 628.774 | 21,8 %        | 17 / 80 | 2.    |
| 2020 | Marken                  | 156.394 | 25,1 %        | 8 / 31  | 1.    |
| 2023 | Molise                  | 17.031  | 12,0 %        | 3 / 20  | 3.    |
| 2019 | Piemont                 | 430.902 | 22,4 %        | 10 / 51 | 2.    |
| 2024 | Sardinien               | 95.285  | 13,8 % (+0,5) | 11 / 60 | 1.    |
| 2022 | Sizilien                | 238.761 | 12,8 %        | 5 / 70  | 3.    |
| 2018 | Südtirol                | 10.806  | 3,8 %         | 1 / 35  | 7.    |
| 2020 | Toskana                 | 560.981 | 34,7 %        | 23 / 41 | 1.    |
| 2018 | Trentino                | 35.530  | 13,9 %        | 5 / 35  | 2.    |
| 2019 | Umbrien                 | 93.296  | 22,3 %        | 5 / 21  | 2.    |
| 2020 | Venetien                | 244.881 | 11,9 %        | 7 / 51  | 3.    |

| Jahr | Stimmen    | Anteil | Mandate   | Platz |
| ---- | ---------- | ------ | --------- | ----- |
| 2008 | 12.434.260 | 33,1 % | 217 / 630 | 2.    |
| 2013 | 8.934.009  | 25,5 % | 297 / 630 | 1.    |
| 2018 | 6.161.896  | 18,8 % | 112 / 630 | 2.    |
| 2022 | 5.355.086  | 19,1 % | 69 / 400  | 2.    |

| Jahr | Stimmen    | Anteil | Mandate   | Platz |
| ---- | ---------- | ------ | --------- | ----- |
| 2008 | 11.052.577 | 33,1 % | 118 / 315 | 2.    |
| 2013 | 8.400.255  | 27,4 % | 112 / 315 | 1.    |
| 2018 | 5.783.360  | 19,1 % | 54 / 315  | 2.    |
| 2022 | 5.225.456  | 19,0 % | 40 / 200  | 2.    |

| Jahr | Stimmen    | Anteil | Mandate | Platz |
| ---- | ---------- | ------ | ------- | ----- |
| 2009 | 8.008.203  | 26,1 % | 21 / 72 | 2.    |
| 2014 | 11.203.231 | 40,8 % | 31 / 73 | 1.    |
| 2019 | 6.089.853  | 22,7 % | 19 / 76 | 2.    |
| 2024 | 5.636.909  | 24,1 % | 21 / 76 | 2.    |